# (35214) 1994 SC5
1994 SC5 (asteroide 35214) é um asteroide da cintura principal. Possui uma excentricidade de 0.10279853 e uma inclinação de 1.36745º.
Este asteroide foi descoberto no dia 28 de setembro de 1994 por Spacewatch em Kitt Peak.